# 施拉特 (奥地利)
施拉特（德語：Schlatt）是奥地利上奥地利州弗克拉布鲁克县的一个市镇。总面积11平方公里，总人口1366人，人口密度124.2人/平方公里（2005年）。